# Пампушка (новела)
«Пампу́шка» (фр. Boule de suif) — новела французького письменника Гі де Мопассана, видана в 1880 році. Цей твір отримав дуже схвальні відгуки критиків і висунув автора в число перших письменників Франції. Разом з романами «Життя» і «Любий друг» ця повість залишається найвідомішою в доробку письменника.

## Історія
Гі де Мопассан, який служив чиновником у міністерстві, працював над «Пампушкою» вечорами після роботи, враховуючи уроки свого літературного наставника Гюстава Флобера. Повість призначалася для збірки «Меданські вечори», яку готував Еміль Золя. Кожен з представників «натуралістичної школи» написав для цього видання оповідання з історії Французько-прусської війни. В доробку Гі де Мопассана «Пампушка» стала першою в серії новел, присвяченій воєнній тематиці (серед них «Мадемуазель Фіфі», «Дядько Мілон», «Два приятелі», «Тітка Соваж»). Крім того, ця повість — перша з тих творів де Мопассана, які він підписав власним іменем (письменник користувався ще двома псевдонімами).

Збірка вийшла друком 16 квітня 1880 року, і повість нікому не відомого письменника відразу привернула до себе загальну увагу. Гюстав Флобер у листі до Мопассана писав наступне: 
|  | «Мені не терпиться сказати Вам, що я вважаю „Пампушку“ шедевром. Так, молодий чоловіче, це не більш, не менш як майстерний твір. Він цілком оригінальний за концепцією, чудово взятий в цілому і неперевершений по стилю. Пейзаж і персонажі чітко видимі, а психологія змальована сильно. Коротше кажучи, я у захваті; двічі-тричі я гиготів на всю горлянку. Це оповідання не забудеться, будьте певні». |

 Ліберальна критика вітала ризиковану тему і сміливе викриття лицемірства буржуазії. Повість визнали найкращим твором у збірці «Меданські вечори». Успіх твору про дівчину «порочного» ремесла, яка дає вищим верствам суспільства урок людської гідності, дозволив Мопассану звільнитися з міністерства і цілком присвятити себе літературній праці.
Пізніше автор включив її до окремої книги «Повісті і новели», яка вийшла друком у 1885 році. «Пампушку» неодноразово перевидавали і перекладали іншими мовами. Серед українських перекладів відомі два: перший здійснили Валер'ян Підмогильний і Михайло Антонович, в цьому варіанті повість побачила світ у рамках восьмитомного видання творів Гі де Мопассана, другий виконав Роман Тищенко, він побачив світ у 1990 році в двотомнику вибраних творів Гі де Мопассана. За мотивами твору здійснено декілька екранізацій.

### Екранізації
- «Пампушка» — радянський кінофільм Михайла Ромма (1934).
- «Мадемуазель Фіфі» (фільм) — кінодебют американського режисера Роберта Вайза (1944).
- «Пампушка» (фільм, 1945) — французький фільм Крістіана-Жака (1945).
- «Руанська діва на прізвисько Пампушка» — музичний телефільм Євгенія Гінзбурга (1989).

Крім прямих екранізацій було знято кілька фільмів, де базова сюжетна колізія «Пампушки» перенесена в інші країни і епохи. До їх числа належать класичний вестерн «Диліжанс» (1939), «Спірна жінка» Генрі Кінга (1928), знаменитий «Шанхайський експрес» (1932) з Марлен Дітріх і «Падіння Осен» Кендзі Мідзогуті (1935).
«Пампушка» також неодноразово переносилася на театральні підмостки. Ще в 1902 році Андре Антуан поставив у Парижі п'єсу Оскара Метеньє за мотивами «Пампушки» Мопассана.

## Сюжет
Дія відбувається під час Французько-прусської війни. Німецькі окупанти випускають із зимового Руана диліжанс «Нормандія», в якому їдуть представники забезпечених верств суспільства, дві черниці й повненька повія на прізвисько Пампушка. Спочатку ґречні дами об'єднуються проти цієї неприємної їм пасажирки, але, зголоднівши, охоче ласують припасеною нею провізією і забувають про свою ворожнечу.
Під час зупинки на нічліг прусський офіцер відмовляється дозволити диліжансу продовжити шлях до тих пір, поки Пампушка не віддасться йому. Дівчина пручається з патріотичних міркувань: їй огидні прусські офіцери. Супутники, яким не терпиться відновити перервану подорож, вимовляннями намагаються змусити її змінити своє рішення. Наводять як приклад Юдіф, Лукрецию, Клеопатру. Навіть монашки доводять Пампушці, що її жертва буде бажана небу.
Нарешті Пампушка поступається тиску товариства. На зворотному шляху супутники цураються її і, коли вона відчуває голод, не пропонують їй розділити трапезу. Від цієї дрібної підлості і від випробуваного приниження дівчина не може стримати ридань, тоді як місцевий політик демократичних поглядів спокійнісінько насвистує «Марсельєзу».

## Аналіз твору
Хоча повість «Пампушка» в художньому відношенні цілком оригінальний твір, її сюжет не був плодом уяви письменника. За основу Гі де Мопассан узяв реальну історію, яку йому розповів його родич Шарль Корд'ом. Сам Корд'ом став прототипом Корнюде, а прообразом Пампушки послужила утриманка з Руана на ім'я Андрієна Леге.
У структурному відношенні «Пампушка» виявляє характерну для Мопассана новелу контрасту. Автор вибудовує кілька ліній сатиричного контрасту: з одного боку, напускному патріотизму ґречних дам і панів протиставляється щирість патріотизму наївної дівиці легкої поведінки, з іншого боку — різко контрастує їх поведінку до і після «падіння» попутниці.